# Cuestión religiosa (Brasil)

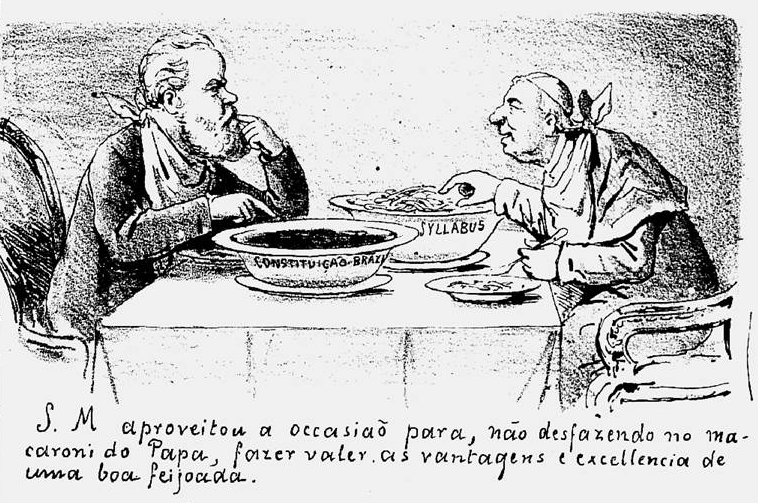
Caricatura de c. 1870 respecto a la cuestión religiosa. La leyenda dice: "Su Majestad aprovechó la ocasión para, no despreciando los macaroni del papa, hacer valer sus ventajas e excelencia de una buena feijoada". En el plato de macarrón aparece la palabra Syllabus (título de un documento de Pío IX condenando los errores de la civilización moderna) y, en el de feijoada, Constitución.

La cuestión religiosa fue un conflicto ocurrido en Brasil en la década de 1870 que, habiéndose iniciado como un enfrentamiento entre la Iglesia católica y la masonería, acabó convirtiéndose en una grave cuestión de Estado. Sus causas pueden ser trazadas desde mucho tiempo antes, fundadas en divergencias irreconciliables entre el catolicismo ultramontano, el liberalismo y el régimen del padroado.
La cuestión evolucionó centrada en la actuación de dos obispos, Dom Vital y Don Macedo Costa, ardientes defensores del catolicismo ultramontano.Basándose en ordenaciones papales no aprobadas por el Imperio, al prohibir hermandades bajo su jurisdicción, por mantener en su seno miembros masones, y negándose a levantar las prohibiciones después de una orden expresa del gobierno, ya que tales asociaciones eran regidas también por el poder secular, se juzgó que herían la Constitución del Imperio e incurrían en culpa de desobediencia civil, siendo apresados y condenados a trabajos forzados. Poco tiempo después fueron amnistiados, pero eso no aplacó el acérrimo debate público que se desencadenó respecto a la unión entre la Iglesia y el Estado, al contrario, el problema permaneció en discusión agregando otros elementos ideológicos y sociales y facciones cada vez más extremadas, enflaqueciendo la autoridad y el prestigio de la monarquía. Por eso la cuestión religiosa es considerada uno de los momentos más marcantes del Segundo Reinado y uno de los factores que precipitaron la caída del régimen monárquico brasileño, pero su análisis permanece controvertido. Con el advenimiento de la República se formalizó la separación entre los poderes religioso y secular.
Aunque usualmente circunscrita en la bibliografía al episodio de los obispos, la cuestión religiosa en su sentido más amplio, expresión de una compleja y dinámica realidad social y cultural, resurgió con fuerza durante la era Vargas, con la Iglesia volviendo a adquirir gran influencia política y reconquistando constitucionalmente varios de sus antiguos privilegios, y, según algunos autores, sus efectos fueron sentidos también a lo largo de toda la segunda mitad del siglo XX.
- Datos: Q7311306